# Racconti picareschi
Racconti picareschi è un album di David Riondino pubblicato nel 1989.

## Tracce

### Lato A
1. Africa - 3:44
2. Elefanti - 4:06
3. Maracaibo - 4:09
4. Dottor Livingstone, i suppose - 3:52
5. Inno dei professionisti - 3:33
6. La mantide religiosa - 3:57

### Lato B
1. Milano sembra - 4:11
2. Canzone del silenzio degli animali - 3:51
3. Crepuscolo del novecento - 4:25
4. Jessica - 1:55
5. E va po ro - 1:53
6. La grande aragosta - 1:30
7. Canzone della foca - 2:03
8. Canzone dell'impiegatino asburgico - 1:20
9. Giuseppina che cammina sul filo (Francesco De Gregori) - 3:14

1. Allegria do Brasil - 0:58
2. Empepada de Cajajo - 1:32